# Джойоза Йоника
Джойо̀за Йо̀ника (на италиански: Gioiosa Ionica, може да се намира и формата Gioiosa Jonica, на местен диалект a Gejusa, а Джеюза) е градче и община в Южна Италия, провинция Реджо Калабрия, регион Калабрия. Разположено е на 120 m надморска височина. Населението на общината е 7019 души (към 2012 г.).